# Feroz Khan Noon
Feroz Khan Noon (in urdu ملک فیروز خان نون; Sargodha, 7 maggio 1893 – 9 dicembre 1970) è stato un politico pakistano.

## Biografia
È stato Primo ministro del Pakistan dal dicembre 1957 all'ottobre 1958.
Dal marzo 1950 al marzo 1953 è stato Governatore del Bengala orientale, mentre ha ricoperto la carica di Governatore del Punjab dall'aprile 1954 al maggio 1955.
Dal settembre 1956 all'ottobre 1958 è stato Ministro degli affari esteri, mentre dal dicembre 1957 all'ottobre 1958 ha ricoperto il ruolo di Ministro della difesa oltre a quello di Primo ministro.